# Anna Sarah Kugler
Anna Sarah Kugler (19. dubna 1856 Ardmore – 26. července 1930 Guntúru) byla první lékařská misionářka Evangelické luteránské generální synody Spojených států amerických. Sloužila 47 let v Indii. Založila nemocnici v Guntúru, která byla po ní později pojmenována.

## Životopis
Narodila se v Ardmore v Mongomery County v Pensylvánii 19. dubna 1856 Charlesu Kugleovi a Harriet S. Sheaff. Navštěvovala soukromou školu v Bryn Mawr a vystudovala Centrální střední škole přátel ve Filadelfii. Poté studovala na Ženské lékařské fakultě v Pensylvánii, kde promovala v roce 1879. Dva roky byla internistkou na ženském oddělení v Norristownské státní nemocnici.
V roce 1882 obdržela dopis od reverenda Adama D. Rowea, luteránského misionáře sloužícího v Indii, který jí naznačil, že Indie urgentně potřebuje lékařské misionáře, kteří by pomáhali ženám. Kugler se rozhodla zažádat o stipendium Ženskou domácí a zahraniční misijní společnost generální synody luteránské církve v Americe. Představenstvo synody odpovědělo, že „není ještě připraveno podstoupit práci tohoto druhu” (tj. lékařkou misi), ale je ochotno poslat ji do Indie jako učitelku muslimských žen žijících v harémech. Kugler tento úkol přijala, protože si byla jistá, že se jí nakonec podaří představenstvo přesvědčit, aby zavedla lékařskou pomoc v Indii, a přála si být na jejím počátku. Dne 25. srpna 1883 se vydala na plavbu do Indie, kam dorazila 29. listopadu 1883. Byla umístěna do Guntúru ve státě Ándhrapradéš.
Kromě učitelských povinností léčila místní ženy, kterým se dříve dostávalo pouze primitivní lékařské péče. Její práci brzdila omezení kasty a rasy – jako běloška byla vysoce postavenými hinduisty považována za „nečistou“, o čemž ale prohlásila: „všechno to bylo proto, aby se otevřela cesta těm, kteří přišli později”. Navzdory omezením, během jejího prvního roku v Guntúru ošetřila 185 pacientů v jejich domovech a 276 pacientů v domově Zenana, kde žila. Její motto bylo „Sami sobě vašimi služebníky kvůli Ježíšovi”.
Kugler pokračovala ve vyučování. Byla pověřena vedením hinduistické dívčí školy a internátní školy pro dívky. V prosinci 1885 byla konečně jmenována lékařskou misionářkou. Ihned začala plánovat zřízení nemocnice a lékárny. V letech 1889–1891 byla zpět ve Spojených státech na dovolené. Tento čas využila, aby dokončila svou postgraduální práci a nastudovala budování nemocnice a její vybavení. Když se vrátila do Indie, byla schopná zakoupit 18 akrový pozemek za dobročinné dary získané také za pomoci kolegů misionářů, kteří pro ní vybrali peníze.
Lékárna byla otevřena v únoru 1893, a později téhož roku byl položen základní kámen Nemocnice americké evangelické luteránské misie. Nemocnice poprvé otevřela 23. července 1897. Měla 50 lůžek a byla považována za nejlepší nemocnici v Indii. Podporovatelem práce Anny Kugler se stal místní rádža, a to poté, co pomohla jeho ženě porodit jejich syna. Věnoval také dům naproti nemocnici, aby sloužil jako „dům odpočinku”, kde mohly hindské rodiny přebývat během léčby jejich blízkých.
Anna Kugler byla v roce 1895 propuštěna ze svých misijních povinností, čímž se mohla naplno věnovat své lékařské práci. Mimo svou práci v lékárně a v nemocnici, pracovala na otevření lékáren i v dalších vesnicích napříč jižní Indií. Vybírala peníze pro dětské oddělení, poporodní oddělení a operační sál v nemocnici a také se věnovala lékařské činnosti ve vesnici Rentachintala.
Během dovolené ve Spojených státech v roce 1928, napsala autobiografii Guntur Mission Hospital, kterou zamýšlela jako návod pro budoucí lékařské misionáře.
Jako uznání za její práci dvakrát obdržela medaili Kaisar-i-Hind (v roce 1905 a 1917) – vyznamenání udělované civilistům jakékoli národnosti, kteří posloužili Britské Indii.
V roce 1925 skončila zcela vyčerpaná a vrátila se do Spojených států na zotavení. Poté se vrátila do Indie, aby pokračovala ve své práci i přesto, že trpěla perniciózní anémií. Zemřela ve své vlastní nemocnici v Guntúru 26. července 1930. Byla pohřbena v Guntúru, ačkoli jí byl postaven pomník na luteránském hřbitově svatého Pavla v Ardmore v Pensylvánii. Uvádí se, že krátce před její smrtí měla říci doktorce Idě Scudder, kolegyni a blízké spolupracovnici: „Chtěla bych se uzdravit a dál pracovat, protože bych byla ráda, kdybych Indii sloužila padesát let, a já jsem sloužila jen čtyřicet sedm”. Po její smrti byla nemocnice, kterou založila, pojmenována „Kugler Hospital” na její počest.